# إريك ويلهلم
إريك ويلهلم (بالإنجليزية: Erik Wilhelm)‏ هو لاعب كرة قدم أمريكية أمريكي، ولد في 16 نوفمبر 1965 في دايتون في الولايات المتحدة.

## وصلات خارجية
- إريك ويلهلم على موقع مرجع كرة القدم المحترفة.كوم (الإنجليزية)
- إريك ويلهلم على موقع كلية كرة القدم في سبورتس رفرنس.كوم (الإنجليزية)